# 阿巴迪亚拉里亚纳
阿巴迪亚拉里亚纳（義大利語：Abbadia Lariana），是意大利莱科省的一个市镇。总面积17.09平方公里，人口3256人，人口密度190.5人/平方公里（2009年）。国家统计（ISTAT）代码为097001。